# Tess Arbez
Tess Arbez (* 1. Dezember 1997 in Saint-Julien-en-Genevois, Frankreich) ist eine irisch-französische Skirennläuferin. Sie startete hauptsächlich in den technischen Disziplinen Riesenslalom und Slalom, so wie vereinzelt in der Abfahrt und im Super-G.

## Karriere
Arbez gab ihr internationales Renndebüt am 13. August 2013 bei den argentinischen Meisterschaften am Cerro Catedral, damals noch für den französischen Skiverband. Ihr erstes internationales Großereignis bestritt sie im Januar 2015 beim Europäischen Olympischen Winter-Jugendfestival in Vorarlberg bzw. Liechtenstein. Ihre beste Platzierung erreichte sie mit Rang 20 im Riesenslalom.
Bereits einen Monat später gab sie bei der Alpinen Skiweltmeisterschaft in Vail Beaver Creek ihr WM-Debüt, wo sie als bestes Ergebnis den 52. Platz im Slalom erreichte. Arbez startete abgesehen von internationalen Großereignissen hauptsächlich bei FIS-Rennen in Frankreich und der Schweiz.
Bei den Olympischen Winterspielen 2018 in Pyeongchang nahm Arbez als einzige Frau für Irland teil. Mit den Rang 46 im Slalom und Platz 50 im Riesenslalom gelangen ihr Platzierungen im Rahmen ihrer Möglichkeiten. Vier Jahre später bei den Olympischen Spielen in Peking startete Arbez neben dem Slalom und Riesenslalom-Rennen auch als erste Irin in einem Olympischen Super-G. Hier belegte sie den 42. Rang.
Ihr bisher letztes internationales Rennen bestritt sie bei den Weltmeisterschaften 2023 in Courchevel bzw. Méribel, seitdem ist sie nicht mehr als Rennläuferin in Erscheinung getreten.

## Persönliches
Arbez ist väterlicherseits französisch-italienischer Abstammung. Die Vorfahren ihrer Mutter stammen aus in Irland, Frankreich und Belgien. Sie ist eine Großnichte der beiden französischen Wintersportler Maurice und Victor Arbez.

## Erfolge

### Olympische Winterspiele
- Pyeongchang 2018: 46. Slalom, 50. Riesenslalom
- Peking 2022: 42. Super-G, 48. Slalom, DNF Riesenslalom

### Weltmeisterschaften
- Vail/Beaver Creek 2015: 52. Slalom, 65. Riesenslalom
- St. Moritz 2017: 52. Slalom, 59. Riesenslalom
- Åre 2019: 43. Slalom, 54. Riesenslalom
- Cortina d’Ampezzo 2021: 38. Riesenslalom, DNF Slalom
- Courchevel/Méribel 2023: 57. Slalom, DNQ Riesenslalom

### South American Cup
- 2 Platzierungen unter den besten 10

### Juniorenweltmeisterschaften
- Hafjell 2015: 46. Slalom, 59. Riesenslalom
- Sotschi 2016: 29. Slalom, 35. Riesenslalom, 41. Super-G, DNF Alpine Kombination

### Europäisches Olympisches Winter-Jugendfestival
- Vorarlberg/Liechtenstein 2015: 20. Riesenslalom, 35. Slalom

### Weitere Erfolge
- 2 Podestplätze bei FIS-Rennen